# Glenwood (Arkansas)
Glenwood is een plaats (city) in de Amerikaanse staat Arkansas, en valt bestuurlijk gezien onder Pike County.

## Demografie
Bij de volkstelling in 2000 werd het aantal inwoners vastgesteld op 1751.
In 2006 is het aantal inwoners door het United States Census Bureau geschat op 2042, een stijging van 291 (16,6%).

## Geografie
Volgens het United States Census Bureau beslaat de plaats een oppervlakte van
7,2 km², geheel bestaande uit land. Glenwood ligt op ongeveer 173 m boven zeeniveau.

## Plaatsen in de nabije omgeving
De onderstaande figuur toont nabijgelegen plaatsen in een straal van 32 km rond Glenwood.